# Psephenus herricki
Psephenus herricki är en skalbaggsart som först beskrevs av James Ellsworth De Kay 1844.  Psephenus herricki ingår i släktet Psephenus och familjen Psephenidae. Inga underarter finns listade i Catalogue of Life.